# Хёнир

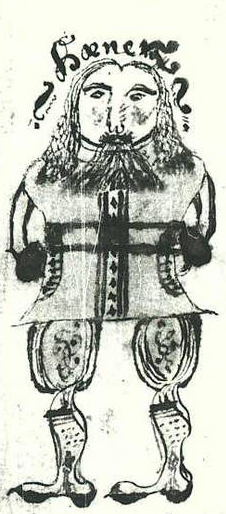
Хёнир. Иллюстрация в манускрипте XVII века

Хёнир (др.-сканд. Hœnir, или Hönir) — в скандинавской мифологии бог из числа асов, живущий как заложник с ванами. Наделил первого человека Аска духом и пониманием после того, как этот человек был сотворен им, совместно с Одином и Локи, из ясеня. Согласно «Прорицанию вёльвы» останется жить в возрождённом мире после Рагнарёка вместе с Бальдром и Хёдом .
Кратер Хёнир на спутнике Юпитера Каллисто назван в честь этого бога.